# Švicarska reprezentacija u hokeju na ledu
Švicarska reprezentacija u hokeju na ledu predstavlja državu Švicarsku u športu hokeju na ledu.
Krovna organizacija:
Glavni trener: Patrick Fischer

## Postava naZOI 2006.
David Aebischer, Andres Ambühl, Goran Bezina, Severin Blindenbacher, Marco Buhrer, Flavien Conne, Patric Della Rossa, Paul DiPietro, Patrick Fischer, Beat Forster, Martin Gerber, Steve Hirschi, Sandy Jeannin, Marcel Jenni, Olivier Keller, Romano Lemm, Thierry Paterlini, Martin Pluss, Ivo Ruthemann, Mathias Seger, Mark Streit, Julien Vauclair, Adrian Wichser, Thomas Ziegler.

## Uspjesi
- olimpijske igre:
  - treći: 1928. i 1948.